# Eupogonius apicicornis
Eupogonius apicicornis là một loài bọ cánh cứng trong họ Cerambycidae.